# Molevila
Molevila (en francès Molleville) és un municipi de França de la regió d'Occitània, al departament de l'Aude.